# 이유자
이유자(李有子, 1970년 5월 23일, 충청북도 청주시 상당구 미원면 구방리 ~ )은 대한민국의 제1대 충청북도 청주시의원이다.

## 학력
- 기암국민학교 졸업
- 미원중학교 졸업
- 양백여자상업고등학교 졸업
- 충북대학교 토목공학과 학사 졸업

### 비학위 수료
- 충북대학교 산업대학원 건설공학과 석사과정 수료

## 경력
- 청주농고 운영위원회 부위원장
- 충청북도 청주시의회 의정소식지 편집위원장
- 충청북도 교육청 자율학교 지정 운영위원
- 충청북도 학교 학부모 연합회장
- 율량중학교 학부모 회장
- 사천초등학교 운영위원장
- 율량·사천동 제18통 통장
- 새누리당 충북도당 차세대여성위원회 위원장
- 민주평화통일자문회의 청주시 여성분과 위원장
- 청주시 의원연구단체 자치입법연구회 회장
- 충청북도교육청 제18대 교육감 공약추진자문위원회 위원
- 충청북도교육청 행복씨앗학교 선정평과위원회 위원
- 충청북도교육청 지방교육 재정투자심사위원회 위원
- 2014.07 ~ 2018.06 제1대 충청북도 청주시의회 의원
- 2014.07 ~ 2016.07 제1대 충청북도 청주시의회 전반기 안전행정위원회 위원
- 2014.07 ~ 2016.07 제1대 충청북도 청주시의회 전반기 의회운영위원회 위원
- 2014.07 ~ 2016.07 제1대 충청북도 청주시의회 전반기 행정문화위원회 위원
- 2014.07 ~ 2016.07 제1대 충청북도 청주시의회 전반기 예산결산특별위원회 위원
- 2014.07 ~ 2016.07 제1대 충청북도 청주시의회 전반기 예산결산특별위원회 위원
- 2014.12 ~ 2014.12 제1대 충청북도 청주시의회 의회운영위원회 행정사무감사행정사무감사 위원
- 2015.12 ~ 2015.12 제1대 충청북도 청주시의회 의회운영위원회 행정사무감사행정사무감사 위원
- 2016.06 ~ 2016.06 제1대 충청북도 청주시의회 의회운영위원회 행정사무감사행정사무감사 위원
- 2016.07 ~ 2018.06 제1대 충청북도 청주시의회 후반기 재정경제위원회 위원
- 2016.07 ~ 2018.06 제1대 충청북도 청주시의회 후반기 복지교육위원회 위원
- 2016.07 ~ 2018.06 제1대 충청북도 청주시의회 후반기 의회운영위원회 부위원장
- 2017.06 ~ 2017.06 제1대 충청북도 청주시의회 재정경제위원회 행정사무감사행정사무감사 위원
- 미래통합당 충북도당 부위원장

## 수상
- 우수의정활동 우수의원 표창
- 대통령 표창
- 교육부장관 표창
- 충청북도교육감 표창
- 청주시장 표창
- 중소기업청장 표창

## 역대 선거 결과
|  | 33.98% |

|  | 50.13% |

|  | 12.14% |

|  | 42.07% |